# Федерико да Монтефелтро
Федерѝко да Монтефѐлтро (на италиански: Federico da Montefeltro; * 7 юни 1422, Губио, Херцогство Урбино; † 10 септември 1482, Ферара, Папска държава) от рода Да Монтефелтро, дефиниран от съвременната историография като Федерико III да Мотефелтро, е успешен италиански кондотиер и херцог на Урбино (1474 – 1482), капитан на наемническа дружина, известен ренесансов владетел, граф на Урбино (1444 – 1474), граф на Кастел Дуранте, Меркатело, Монтефелтро, господар на Кали, Кантиано, Фронтоне, Губио и Сасокорваро.
Превръща Херцогство Урбино в значим художествен и културен център, втори в Италия след този на Лоренцо Великолепни във Флоренция.

## Произход
Смятан е за извънбрачен син на Гуидантонио да Монтефелтро (* 1378; † 1444), кондотиер, граф на Урбино (1404 – 1443), владетел на Асизи, Бастия Умбра, Кали, Кастел Дуранте, Чита ди Кастело, Форли, Форлимпополи, Губио и др. По-късно е легитимиран с папска була, издадена от папа Мартин V. Родното му място е обсипано с легенди и фантастични хипотези през вековете. Според някои историци той е син на Елизабета дели Акомандучи от Монте Фалконе, от графовете на замъка Петроя, придворна дама. Най-разпространеното мнение днес е, че той е син на Аура да Монтефелтро, извънбрачна дъщеря на Гуидантонио да Монтефелтро, и на нейния съпруг Бернардино Убалдини дела Карда, и че е бил представен като син на Гуидантонио. Във всеки случай Федерико винаги се е смятал публично за син на Гуидантонио. В този случай по бащина линия е внук на Антонио II да Монтефелтро, кондотиер и граф на Монтефелтро, сеньор на Урбино, и на Аниезина ди Вико, а по майчина – на Гуидо Паоло ди Матео от Урбино и на придворна дама. Има двама полубратя и четири полусестри от втория брак на баща си, сред които Одантонио, граф на Урбино, херцог на Урбино, съпруг на Изота д’Есте, Виоланта, господарка на Чезена като съпруга на Доменико Малатеста Новело, и Звева, абатеса, блажена на Католическата църква с името „Серафина“, господарка на Пезаро като съпруга на Алесандро Сфорца, както и един или един полубрат и една полусестра от извънбрачни връзки на баща си.

## Биография
Представен е в двора едва през 1424 г., след смъртта на графиня Ренгарда Малатеста, първата съпруга на баща му. През 1427 г. е отстранен от двора с раждането на Одантонио, законен син на баща му от втората му съпруга Катерина Колона. 
Прекарва първите години от живота си с монасите от бенедиктинското абатство „Гайфа“ близо до Урбино. Те му предават силно религиозно чувство. Впоследствие е строго обучаван в религиозно поведение от лични учители – камалдолци от важния манастир Фонте Авелана, разположен недалеч от Губио, в семеен контекст (семейство Да Монтефелтро – вече апостолически викарии и роднини на папа Мартин V).  
След смъртта на баща си през 1444 г. живее в двора на Джована Алидози, вдовица на граф Бартоломео Бранкалеони. 
През 1433 г. е изпратен във Венеция като заложник. Впоследствие живее в Мантуа, където учи в известната школа на Виторино да Фелтре (Ка' Дзойоза). По този повод през 1443 г. е посветен в рицарство от император Сигизмунд Люксембургски. След завръщането си в родината си се жени за Джентиле Бранкалеони през 1437 г., като по този начин получава Меркатело с множество замъци, за чийто граф е обявен през 1443 г.
Основна среща в религиозния му живот е тази със Свети Бернардин Сиенски през 1435 г. По време на престоя на светеца в земите на Монтефелтро, той се радва на симпатиите и уважението на Федерико, който, посещавайки го често, се възползва от неговото духовно ръководство и Бернардин остава отпечатък върху него до края на живота му.
През 1438 г. получава командването на военната рота, наречена „Фелтрия“, създадена в партньорство с Бернардино Убалдини и Гуидантонио да Монтефелтро, и е член на армията на Висконти, командвана от Николо Пичинино. На 22 юли 1444 г. неговият полубрат Одантонио е варварски убит в Урбино. Федерико отива в града, подписва споразумение с комуната, което осигурява имунитет на заговорниците, и е провъзгласен за господар. С подобни форми той завладява впоследствие всички родови владения. Неучастието му в убийството е поставена под въпрос от повечето негови съвременници и тогавашни историци. 
След опита си в армията на Висконти, командвана от Пичинино (1438-1441), той служи на краля на Неапол срещу Франческо I Сфорца (1442). След като завзема властта, през 1444 г. Федерико преминава в услуга на Франческо Сфорца и Флорентинската република . 
Съюзник на Франческо Сфорца, през 1445 г. той закупува господството на Фосомброне от Галеацо Малатеста без папско разрешение, което му коства Отлъчване от Църквата, отменено две години по-късно от папа Николай V.
През 1447 г. Федерико получава пълна легитимност на властта за първи път с предоставянето на апостолическото викариатство in temporalibus. В онези години се отървава от последната вътрешна опозиция. През 1446 г. осуетява т. нар. „Карнавална конспирация“, в която участват важни членове на благородническата фамилия и двора на Одантонио, а именно Антонио ди Николо да Монтефелтро, Франческо ди Вико и Джовани ди Сан Марино, които са обезглавени. През 1447 г. той кърваво потушава въстанието на Фосомброне, подбудено (както и Карнавалната конспирация) от господаря на Римини Сиджизмондо Пандолфо Малатеста: градът е опустошен с огън и меч в продължение на три дни, за да служи като предупреждение в района на Монтефелтро каква съдба очаква всеки, който се осмели да се разбунтува.
През 1450 г. напуска флорентинската войска в полза само на Франческо I Сфорца, който става херцог на Милано. От следващата година е при краля на Неапол. През 1458 г. е назначен за генерал-капитан на армията на Папската държава. От 1460 г. е генерал-капитан на съюза между Милано, Неапол и Църквата. От 1466 г. е генерал-капитан на съюза между Милано, Неапол и Флоренция. През 1467 г. участва в битката при Рикардина. От 1474 г. е генерал-капитан на Неапол и гонфалониер на Църквата. През 1482 г. е генерал-капитан на съюза между Ферара, Флоренция, Неапол и Милано във Ферарската война, срещу Църквата и Венеция.
Военно-политическите действия на Федерико са насочени най-вече към сдържане и противодействие на тези на Сиджизмондо Пандолфо Малатеста, господар на Римини. Конфликтите между двете семейства имат древен произход, датиращи от средата на XIII век, но се изострят и затихват в различни периоди. Към политическите причини (териториални и икономически) се добавя и дълбока лична антипатия. Изборът на страни и промените в съюза често са продиктувани от силната опозиция между двете страни. Епилогът се случва през 1462 г. в битката при Чезано. Сиджизмондо е принуден да се оттегли и оттогава нататък, в рамките на няколко месеца, губи всичките си владения с изключение на Римини. Федерико, който действа като капитан на папата, се възползва от получаването на големи владения в Монтефелтро (1463 г.).  
През 1472 г. е натоварен със задачата да завладее, начело на 6000 въоръжени мъже, Волтера от името на Флоренция, която е изложена на риск да загуби контрол над мините за стипца, открити наскоро в Колине Металифере. Изправени пред народна армия, включваща селяни, наемниците на Федерико да Монтефелтро се отдават на ужасни грабежи и разрушения.
Победите му са безброй, често постигнати с различни стратегии, насочени към избягване на въоръжени сблъсъци. Той се показва великодушен към онези, които са се предали, и безмилостен към онези, които са се съпротивлявали.
През 1474 г. достига върха на престижа си, като получава херцогската титла на Урбино от папа Сикст IV, който го удостоява и с Конния орден на Свети Петър. През същата година той получава и Ордена на хермелина от крал Фердинанд I на Неапол и Ордена на жартиерата от краля на Англия Едуард IV. Въпреки че става херцог на Урбино, държавата запазва предишния си съставен характер от градове, земи и замъци, които се управляват със собствени устави, управлявани от него чрез споразумения и клетвени пактове, и следователно под правния прикритие на Апостолическото викариатство in temporalibus, предоставено му от папата.
Последните проучвания показват, че той, заедно с папа Сикст IV, е бил един от архитектите на запомнящия се заговор на Паци, която се е състои през 1478 г. в катедралата във Флоренция с цел елиминирането на Лоренцо де Медичи и брат му Джулиано. Федерико разполага 600 войници в подкрепа на заговорниците пред портите на Флоренция. По това време не му е повдигнато обвинение. Пиетро Феличи, секретар на херцога на Урбино, участва активно в организирането на заговора.
Умира вероятно от малария по време на Ферарската война на 10 септември 1482 г., докато командва армията на херцога на Ферара, противопоставяща се на папската и венецианската армия. Погребан е в църквата „Сан Бернардино“ в Урбино. Той е наследен като херцог от сина си Гуидобалдо да Монтефелтро.

## Меценат
Архитектите Мазо ди Бартоломео, Лучано Лаурана и Франческо ди Джорджо Мартини са работили в двора на Федерико. Мартини е бил и всестранно развит художник и е бил представен в двора като негов личен съветник, приятел и довереник. Многобройни художници са работили за Федерико. Сред тях са Пиеро дела Франческа, близък приятел на Федерико, Паоло Учело, Юстус от Гент и Педро Беругете .
През целия си живот той е постоянен култиватор на лична ерудиция, вероятно благодарение на престоя и образованието си в бенедиктински манастири през детските си години. Поради тази причина се отнася благосклонно към и подкрепя изкуствата и културата като цяло. Сред неговите протежета е и математикът Лука Пачоли.
Не приема появилото се книгопечатане и нарича печатните книги „механическо изкуство“. Известната библиотека на Федерико, уникална по своите размери и стойност за онова време, е създадена в сътрудничество с флорентинския книжар Веспасиано да Бистичи, неговият основен доставчик: сред преписвачите и илюстраторите, които са работили в Урбинския скрипториум, е и Федерико Ветерани. Цялата библиотека (която заедно с томовете, събрани от наследниците му, достига общо над 1760 ръкописни кодекса) е закупена за 10 000 скуди от папа Александър VII през 1657 г., което на практика я спасява от разпръскване. Оттогава тя представлява най-важното ядро на Ватиканската апостолическа библиотека. В своята ценна библиотека Федерико притежава много рядко илюстрирано копие на Библията, поръчано от него за лична употреба, известно точно като Библията на Монтефелтро, което сега се съхранява във Ватиканската апостолическа библиотека. Този текст винаги следва херцога за молитва и лично четене, дори по време на военните му участия. Заради изповядваната от него вяра той е направен от папа Пий II и впоследствие потвърден от Павел II и Сикст IV гонфалониер на Църквата. Той е и генерал-капитан на Църквата и политически съветник на папа Сикст IV.
По време на управлението му Урбино придобива голямо културно значение. През 1468 г. Федерико започва новия строеж на своята княжеска резиденция (Хецогския дворец) в Урбино. 

## В изкуството
Федерико да Монтефелтро винаги е изобразяван от лявата страна на лицето си поради загубата на дясното си око в неопределен въоръжен конфликт, може би в турнира от 1450 г., организиран в чест на възкачването на Франческо I Сфорца като херцог на Милано. Въпреки че известно време се смятаа, че Федерико е имал направен разрез на носа си, за да увеличи зрението на останалото си ляво око, много е вероятно мостът на носа му да е бил разбит от същия удар с копие, който е унищожил и окото му.

## Брак и потомство
Жени се два пъти:
∞ 1. 1437 за Джентилия Бранкалеони (* 1416, † 27 юли 1457), дъщеря и наследница на Бартоломео Бранкалеони, губернатор на Маса Трабария, и на Джована Алидози, от която няма деца.
∞ 2. 10 февруари 1460 за Батиста Сфорца (* 1446, † 6 юли 1472), дъщеря на Алесандро Сфорца, управител на Пезаро, и на първата му съпруга Костанца да Варано, и сестра на Констанцо I Сфорца, от която има един син и седем дъщери:
- Дъщеря (* 16 декември 1460, † февруари 1461)[9]
- Елизабета да Монтефелтро (* 1462, Урбино; † 1521, Ферара), монахиня с името „Киара“ в манастира „Санта Киара“ в Урбино, чрез брак господарка на Римини; ∞ 1475 за Роберто Малатеста (* 1440, † 1482), господар на Римини, от когото има 1 дъщеря;
- Джована да Монтефелтро (* 1463, Урбино; † 25 ноември 1514, Рим), ∞ 1474 за Джовани дела Ровере (*1457, † 1501), херцог на Сора и Арче, господар на Сенигалия, племенник на папа Сикст IV, от когото има 2 сина и 4 дъщери;
- Костанца да Монтефелтро (* 1466, Урбино; † 1518, Неапол), ∞ 1483 в замъка в Диано за Антонело Сансеверино, княз на Салерно и граф на Марсико, от когото има 1 син;
- Аниезе да Монтефелтро (* 1470, Губио; † 1 април 1523, Рим), ∞ 20 януари 1488 за Фабрицио Колона (* ок. 1450, Рим, † 15 март 1520, Аверса), 1-ви херцог на Палиано, граф на Талякоцо (1497), италиански кондотиер и велик конетабъл на Кралство Неапол (1512), от когото има 4 сина и 2 дъщери;
- Аура да Монтефелтро († млада)
- Джиролама да Монтефелтро († 11 юли 1482)[10]
- Гуидобалдо да Монтефелтро (* 17 януари 1472, Губио, † 11 април 1508, Фосомброне), последният мъжки представител на рода, херцог на Урбино (1482 – 1502 и 1503 – 1508), ∞ 11 февруари 1486 за Елизабета Гонзага (* 1471, † 1526), дъщеря на Федерико I Гонзага от Мантуа, от която няма деца.

- Батиста Сфорца, втора съпруга
- Федерико да Монтефелтро и неговият син Гуидобалдо oт Педро Беругете
- Гуидобалдо, син

Има и двама извънбрачни сина и една или две извънбрачни дъщери:
- Бонконте да Монтефелтро (* 1441 или 1444, Урбино; † юли 1458 от чума, Сарно), господар на Кантиано, узаконен от папа Николай V на 7 август 1454;[11]
- Антонио да Монтефелтро (* 1445, Урбино; † 1500, Губио), припознат, господар на Кантиано, ∞ 19 март 1487 за Емилия Пио ди Савоя, дъщеря на Марко II Пио ди Савоя или на Джберто и на Алда да Полента, от която няма деца;
- Джентиле да Монтефелтро (* 1448, Урбино; † 1513, Пезаро), графиня на Сант Агата (1522 – 1529), съгосподарка (с дъщеря си Катерина) на Перол ан Прованс; ∞ 1. 24 август 1464 (пълномощник) за Джироламо Малатеста, сн на Карло Малатеста ди Соляно, граф на Киаруджоло, от когото няма деца 2. 31 октомври 1476 за Агостино Фрегозо (* 1442; † 1486), кондотиер, от когото има 4 сина и 4 дъщери;
- Елизабета да Монтефелтро (* 1445, Урбино; † 1503, Рим),[12] вероятна; ∞ 25 юни 1462 в Римини за Роберто ди Сан Северино (* 1418, † 1487), граф на Каяцо.